# Oil Factor
The Oil Factor (Ropný faktor) je celovečerní dokumentární film napsaný a zrežírovaný Gerardem Ungermanem a Audrey Brohyovou, provázený Edem Asnerem, věnující se vývoji světových událostí od začátku 21. století a zejména po útocích z 11. září z pohledu ropy a regionů na ní bohatých. Podtitul tohoto nízkorozpočtového filmu z roku 2004 v produkci Free-Will je Behind the War on Terror (Za horizont války proti teroru).
Dokument přináší alternativní pohled na důvody války proti teroru, jež v současnosti tvoří páteř americké zahraniční politiky. Také analyzuje vývoj několika globálních událostí počínaje začátkem století (zejména po útocích na Světové obchodní centrum v roce 2001) z perspektivy ropy a ropných regionů. Zároveň přináši fakt, jak moc je lidstvo na ropě závislé.

## Rozhovory
Filmaři taktéž sesbírali některé zajímavé myšlenky od respondentů, kterých se ptali na souvislost současných amerických válečných akcí s ropou resp. územími, které jsou na ropu bohaté. Mezi jinými jsou to:
- Zbigniew Brzezinski, bývalý americký poradce ministra obrany
- Noam Chomsky, profesor na M.I.T.
- Gary Schmitt, výkonný ředitel PNAC
- Paul Bremer, dočasný koaliční představitel Iráku
- Karen Kwiatkowski, bývalá vojenská poradkyně Pentagonu
- Azíz Al-Hakim, současný představitel irácké vlády
- Michael C. Ruppert, autor knihy From the Wildeness, věnující se ropnému zlomu
- Randa Habib, ředitelka úřadu francouzské tiskové agentury v Jordánu
- Piérre-Marie Gallois, energeticko-strategický analytik
- David Mulholland, redaktor obchodní rubriky časopisu zaměřeného na obrannou vojenskou techniku
- Ahmed Rashid, autor bestselleru „Tálibán“

## Lokace
Tvůrci dokumentu se vydali do některých míst Afghánistánu, Pákistánu a Iráku, kde točili rozhovory s místními autoritami nebo se ptali tamních lidí, jaké dopady na ně má Bushova válka proti teroru.

## Některé myšlenky filmu

### Úvodní předpoklady
Film se zpočátku věnuje vysvětlením předpokladů a axiomů, ze kterých bude v druhé části vycházet a na základě nichž bude zakládat svoji argumentaci.
- Ropa je nejen palivo s nejvyšší výhřevností ale i zdroj výroby plastů, hnojiv a pesticidů, insekticidů, asfaltu, léků a dalších.
  - plasty: při uvědomění si toho, kolik věcí naší potřeby je vyrobeno z plastů, dostáváme přibližnou představu, jak moc jsme na ropě závislí.
  - hnojiva a pesticidy: tyto ropné deriváty nám umožnily zefektivnit a zkomprimovat zemědělskou výrobu tak, že se mu věnuje jen malé procento obyvatel, a přitom uživí trojnásobek objemu populace, kterou by byla maximálně schopna uživit zemědělská půda bez hnojiv a pesticidů.
- Ropa se používá v každé fázi výroby potravin (sadba nebo setí, hnojení, kultivace, zavlažování, sklízení, zpracování, distribuce, doprava…). V každé kalorii potravin, kterou sníme, je určitý počet kalorií ropy, vynaložené k tomuto účelu.
- Indie a zejména Čína, která je označována za nastupující supervelmoc, zvyšují jak svoji ekonomiku, tak i spotřebu a výrobu zboží, závislého na ropě a ropných derivátech, a to dosud bezprecedentním tempem. Pouze v těchto dvou zemích žije více než 1/3 obyvatel světa.
- Současná civilizace je zcela závislá na ropě, současně pro ni nemá náhradu anebo ji nedostatečně intenzivně hledá.
- Ropa za dobu jejího zpracovávání (posledních cca 150 let) dopomohla v obrovskému růstu lidské populace; naopak, zásoby ropy od 80. let klesají – z toho v poslední dekádě rychleji než kdykoli v historii předtím.
- Nejvíce ropných nalezišť (asi 3/4) se nachází na Blízkém východě, naopak, Severní Amerika má v současnosti ropných nalezišť nejméně a současně jí má největší spotřebu.
- Dříve nebo později dojde k překmitu spotřeby ropy s maximální produkcí, kterou budou moci země vyvážející ropu schopny dodat. V roce 2010 budou prakticky zcela vyčerpány zdroje ropy Severní Ameriky a Západní Evropy, o tři roky později se v závislosti na zahraniční ropě ocitne (dnes soběstačné) Rusko a na něm závislá východní část Evropy, při předpokládaném růstu spotřeby bude v roce 2018 následovat Asie, a to v momentě, kdy její spotřeba bude historicky nejvyšší.

Film připouští doslova toto: „Skutečnost je ovšem taková, že pravděpodobně vypuknou celosvětové konflikty dříve, než kterýkoli z těchto hráčů (částí světa) své ropné zásoby skutečně vyčerpá.“

### Argumentace
Na základě těchto předpokladů se dokument začíná věnovat důvodům Spojených států na začátku roku 2000 o vybudování nových vojenských základen na Blízkém východě za účelem zvýšení jejich geostrategické moci. Dochází k závěru, že regionem, který se pro tento účel hodil nejvíce, byl shodou okolností Irák coby země s druhými největšími zásobami ropy. David Mulholland ve filmu vyslovuje myšlenku, že Spojené státy (a potažmo jimi dosazená prozatímní vláda) jako aktuální držitel moci, disponující možností zastavit vývoz ropy do kteréhokoli smluvního státu, tak získává politickou moc v celém tomto regionu.
Kromě mozaiky do sebe zapadajících motivů Bushovy administrativy pro válečné kampaně právě do těchto regionů se film též kriticky dívá na následky těchto válečných konfliktů, a to jak na civilních obyvatelích tak i na amerických vojácích.

#### Irák
Dokument se zpočátku věnuje změně v podpoře iráckého obyvatelstva, která postupně nastala během asi roku a půl amerického působení v této zemi, a snaží se najít její příčiny. Dotýká se i problematiky 320 tun americké munice z ochuzeného uranu použitého v první válce v Zálivu (a nezjištěného množství uranu použitého v současném konfliktu) i jejího dopadu na tamní obyvatelstvo, stejně jako neshody slibu Paula Bremera o zajištění demokratických voleb s americkým dosazením vybraných pro-americky smýšlejících reprezentantů poválečného Iráku, kteří nepředstavují většinové Šíity ale ani islámisty jako takové. V souvislosti s Šíity (zastoupenými i v pro USA znepřáteleném Íránu) zmiňuje i události z roku 1979 – aféru Írán-Contras – a šíitskou podporu Hizbaláhu jakožto aspekt, který Spojené státy „nehodlají tolerovat“.

#### Afghánistán

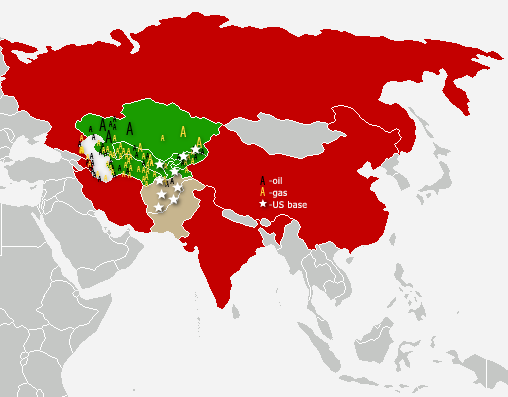
Cesta ropných nalezišť ve středoasijských zemí (označených zeleně) k Indickému oceánu z pohledu Spojených států amerických (podle interpretace autorů filmu). Červeně jsou označeny země soupeřící o tatáž depozita, žluté věže znázorňují ložiska zemního plynu a černé ložiska ropy. Bílé hvězdy označují pozice amerických základen.

Část věnovaná okolnostem americké invaze do Afghánistánu (Operace Trvalá svoboda, jež je dokumentem uvedena jako „válka prakticky zapomenutá médii“) začíná otázkou důvodu invaze koaličních vojsk do této „extrémně chudé a opuštěné země“ a proč v této vojenské operaci, ve které podle oficiálních důvodů jde o dopadení Usámy bin Ládina a jiných členů Al-Kájdy, americká armáda po celé zemi staví v tak rozsáhlé míře velké vojenské základny, jako by předpokládala, že tato mise search and destroy (najdi a znič) potrvá dalších několik let.
Film na tuto řečnickou otázku vzápětí odpovídá ústy Ahmeda Rashida: podle jeho vysvětlení je skrytým důvodem budoucí soupeření třech velkých velmocí: Ruska, Číny a Spojených států o zásoby ropy a zejména zemního plynu středoasijských republik bývalého Sovětského svazu – Turkmenistánu, Uzbekistánu, Kyrgyzstánu a Kazachstánu – resp. o to, která z těchto velmocí bude z těchto zásob (které tvoří 2/5 celosvětových zásob zemního plynu) mít největší podíl. Zatímco jak Čína tak Rusko s většinou těchto zemí sousedí, Spojené státy – pokud chtějí v této soutěži o zdroje zbývajících fosilní paliv uspět – musejí vyřešit problém, jak je dopravit na svá území. Obklopeni Ruskem na severu, Čínou a Indií na východu, a Ázerbájdžánem a Íránem ze západu, jako jediné schůdné řešení se pro USA jeví kýžený zemní plyn a ropu dovést produktovody na jih k pobřeží Indického oceánu. Přes Pákistán (s nímž mají vztahy, které to umožňují) a Afghánistán (pro nějž toto neplatí).

#### Americká přítomnost v oblastech Střední Asie a Blízkého Východu
V poslední části filmu se autoři věnují samotným americkým vojákům, negativně kvitují mediální kampaně, které mají za úkol přesvědčit mladé americké muže, aby vstoupili do armády, a pokoušejí odpovědět na otázku, proč americké velení vysílá do zmíněných oblastí desítky tisíc vojáků a vojenské techniky a proč tam staví trvalé (a v některých případech velmi velké) vojenské základny. Namítají, že s terorismem v minulosti vykazovala lepší výsledky rozvědná služba. Karen Kwiatkowski, na to odpovídá:
| „                   | Pokud byste obtáhli mapu - spojili body všech základen, které jsme postavili od konce Studené války, uviděli byste americkou vojenskou převahu, která pokrývá 90 % světových energetických zdrojů co se týče zemního plynu a ropy. | “ |
| — Karen Kwiatkowski | |   |